# Ceratoculicoides aliciae
Ceratoculicoides aliciae är en tvåvingeart som beskrevs av Heron Huerta 2005. Ceratoculicoides aliciae ingår i släktet Ceratoculicoides och familjen svidknott. Inga underarter finns listade i Catalogue of Life.